# Градище-при-Штяку
Градище-при-Штяку (словен. Gradišče pri Štjaku) — поселення в общині Сежана, Регіон Обално-крашка, Словенія. Висота над рівнем моря: 597,5 м. Розташоване на схід від Штяку.